# Sexart
Sexart foi uma banda dos Estados Unidos formada em 1989 na cidade de Bakersfield, Califórnia. Teve grandes músicos, como Jonathan Davis, Dave DeRoo e Ryan Shuck, porém nunca chegou a lançar um álbum ou single, pois o grupo nunca assinou contrato com uma gravadora. A banda chegou a compor 20 canções, sendo que 1 delas, "Inside", foi lançada em uma coletânea de 1992, Culvation. A canção teve a participação de Ty Elam, da banda Videodrone nos vocais. Outra canção de destaque do grupo é "Blind", o primeiro single lançado pela banda Korn, porém a canção foi modificada em seu lançamento no álbum Korn e ao ser lançada individualmente. 

## Ex-integrantes
| Integrante        | Instrumento |
| ----------------- | ----------- |
| Jonathan Davis    | Vocal       |
| Dave DeRoo        | Baixo       |
| Ryan Shuck        | Guitarra    |
| Denis Shinn       | bateria     |
| Ray "Chaka" Solis | Guitarra    |
| Brian Armer       | Vocal       |
| Richard Morril    | Vocal       |